# Jiratice
Jiratice (en allemand : Iratitz) est une commune du district de Třebíč, dans la région de Vysočina, en République tchèque. Sa population s'élevait à 76 habitants en 2020.

## Géographie
Jiratice se trouve à 5 km au sud-est du centre de Jemnice, à 32,5 km au sud-ouest de Třebíč, à 46 km au sud de Jihlava et à 150 km au sud-est de Prague.
La commune est limitée par Jemnice au nord-ouest et au nord, par Kostníky à l'est, par Police au sud et par Radotice au sud-ouest et à l'ouest.

## Histoire
La première mention écrite de la localité date de 1361.

## Transports
Par la route, Jiratice se trouve à 5,4 km de Jemnice, à 44 km de Třebíč, à 41,5 km de Jihlava et à 186 km de Prague.